# راجنار سوندكويست
راجنار سوندكويست (بالإنجليزية: Ragnar Sundquist)‏ هو موسيقي أمريكي، ولد في 7 مايو 1892، وتوفي في 10 نوفمبر 1951.